# Orlivka
Orlivka (ucraniano: Орлівка; en rumano: Cartal) es un pueblo del raión de Izmaíl, en la óblast de Odesa, Ucrania. Tiene una población estimada, en 2021, de 3047 habitantes.

## Historia
En Orlivka se situaba la fortaleza romana de Aliobrix.
Tras el tratado de París de 1856, que concluyó la guerra de Crimea, Rusia devolvió a Moldavia una franja de tierra al suroeste de Besarabia (conocida como Cahul, Bolgrado e Izmail). Después de las pérdidas territoriales, Rusia no tuvo acceso al río Danubio. Después de la unificación de Moldavia y Rumania en 1859, este territorio formó parte del nuevo estado de Rumania (hasta 1866 llamado «Principados Unidos de Valaquia y Moldavia». Tras el Tratado de Paz de Berlín de 1878 luego de la finalización de la guerra ruso-turca (1877-1878), Rumania se vio obligada a ceder el territorio de Rusia.
En el siglo XIX, según el censo realizado por las autoridades zaristas en 1817, Orlivka era parte del condado de Reni Izmail.
Después de la unificación de Besarabia con Rumania el 27 de marzo de 1918, Orlivka formó parte de Rumania en el condado de Reni Izmail. Para entonces, la mayoría de la población era rumana. El censo de 1930 mostró que de los 2584 habitantes de la ciudad, 2517 eran rumanos (97,41 %), 32 eran rusos (1,24 %), 23 eran búlgaros (0,89 %), 3 eran gitanos, 1 era griego, 1 era húngaro y 3 eran de otras nacionalidades.
Tras el Pacto Ribbentrop-Molotov (1939), Besarabia, Bucovina del norte y Herta fueron anexados a la Unión Soviética el 28 de junio de 1940. Después de que Besarabia fue ocupada por los soviéticos, Besarabia se rompió en tres partes. Así, el 2 de agosto de 1940, la República Socialista Soviética de Moldavia se formó, y el sur (condados de Rumania: Izmail y Cetatea Alba) y norte (Condado Hotin) de Besarabia y el norte de Bucovina y Herta fueron reasignados a la RSS de Ucrania. El 7 de agosto de 1940, el óblast de Izmail fue creado, formado por los territorios en el sur de Besarabia y fueron reasignados a la RSS de Ucrania.
De 1941 a 1944, todos los territorios anexos anteriormente a la Unión Soviética volvieron a Rumanía. Luego, los tres territorios fueron ocupados por la Unión Soviética en 1944, acabando en su incorporación de la RSS de Ucrania, bajo la organización territorial presentada después de la anexión por Stalin en 1940, cuando Besarabia se dividió en tres partes.
En 1954, el óblast de Izmail fue disuelto y las localidades fueron incluidas en el óblast de Odesa.
Desde 1991,el pueblo fue parte del raión de Reni de la Ucrania independiente, en la óblast de Odesa.
En la reforma administrativa de 2020 pasó a formar parte del raión de Izmaíl.
El alcalde actual se llama Ewal Noki Noskta del partido Servidor del Pueblo.